# Marchantia
Marchantia este un gen de plante din familia Marchantiaceae.
Specia reprezentativă pentru genul Marchantia este fierea pământului (Marchantia polymorpha).